# 洛陽學
洛陽學是日本學界於2000年代興起的一間學科，以跨學科範式專門對洛陽作出城市及歷史研究，相對於中國學界的故宮學、長安學。

## 緣起
洛陽是歷朝古都，亦是中國自遠古以來就發展的地區。夏朝的二里頭遺趾，偃师商城，以至東周的雒邑，皆在此區域。

## 日本之京都
最初，平安京西侧（右京）仿照唐长安城设计，东侧（左京）仿照唐洛阳城设计。由于右京有不少沼泽，环境过于潮湿，不适宜居住，于是京都的發展，主要在左京。左京效法洛陽城，于是人们使用“洛阳”来指代整个平安京。因此，“進京都”就被称作“上洛”，广义上与“上京”同义。战国时代，“上洛”特指大名率領军队开进京都、宣示其霸主地位的军事行动。